# فيرجينيا دير (ممثلة)
فيرجينيا دير (بالإنجليزية: Virginia Dwyer)‏ هي ممثلة أمريكية، ولدت في 19 ديسمبر 1919 في نبراسكا في الولايات المتحدة، وتوفيت في 20 أغسطس 2012.

## أعمال

### مسلسلات
- عالم آخر

## وصلات خارجية
- فيرجينيا دير (ممثلة) على موقع IMDb (الإنجليزية)
- فيرجينيا دير (ممثلة) على موقع قاعدة بيانات الفيلم (الإنجليزية)